# Lutherse kerk (Woerden)
De Lutherse Kerk in Woerden is een schuilkerk van de oudste lutherse gemeente van Nederland. Vanaf 1558 hield hertog Erik II van Brunswijk-Calenberg-Göttingen de stad in onderpand van Filips II van Spanje. Hij liet ruimte voor lutherse samenkomsten, hoewel de stad officieel katholiek bleef. Toen Woerden zich in 1572 aansloot bij de opstand tegen het Spaanse bewind, werd de stad op verzoek van de bestuurders als enige Hollandse stad luthers. Dit leidde tot ongenoegen bij de gereformeerde meerderheid in het gewest en in 1580 werd de hoofdkerk van de stad, de Petruskerk, aan de calvinisten toegewezen. Hierna moesten de lutheranen het doen met een huiskerk, die in 1644 werd afgebroken. In 1646 werd op die plek een schuilkerk in gebruik genomen.

## Orgel
De kerk heeft een orgel van de firma Bätz &Co, uit 1846, dat destijds voor fl 3800 werd geleverd, inclusief doksaal en galerij.

## Ligging

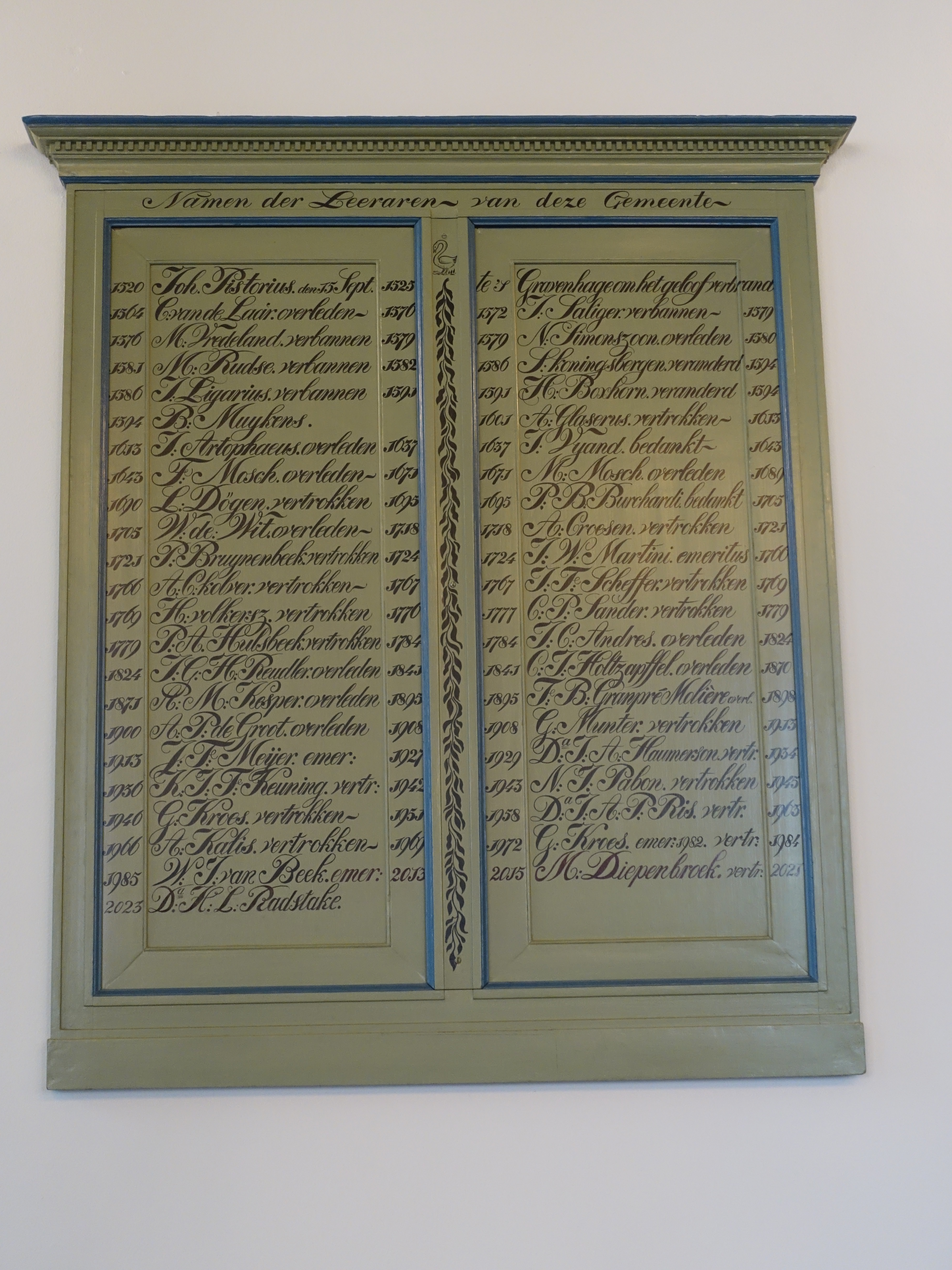
Lijst met voorgangers

De kerk ligt in de Jan de Bakkerstraat in Woerden. Vroeger lag de achterzijde van de kerk tegen de stadswal, de ingang was toen via een dwarshuis, dat vroeger via een paadje over de stadswal bereikbaar was. Ook de kerkgangers mochten niet als zodanig herkend kunnen worden. In 1661 werd de ingang naar de voorkant verhuisd, aan de St. Annastraat, thans Jan de Bakkerstraat.
In de kerk hangt een lijst met voorgangers, met als eerste de naam van Johannes Pistorius, beter bekend als Jan de Bakker. Deze was echter nooit predikant in deze kerk, hij stierf op de brandstapel in 1525. Hij werd zoals alle "ketters" in die tijd "Lutheraan" genoemd. 

## Gebouw

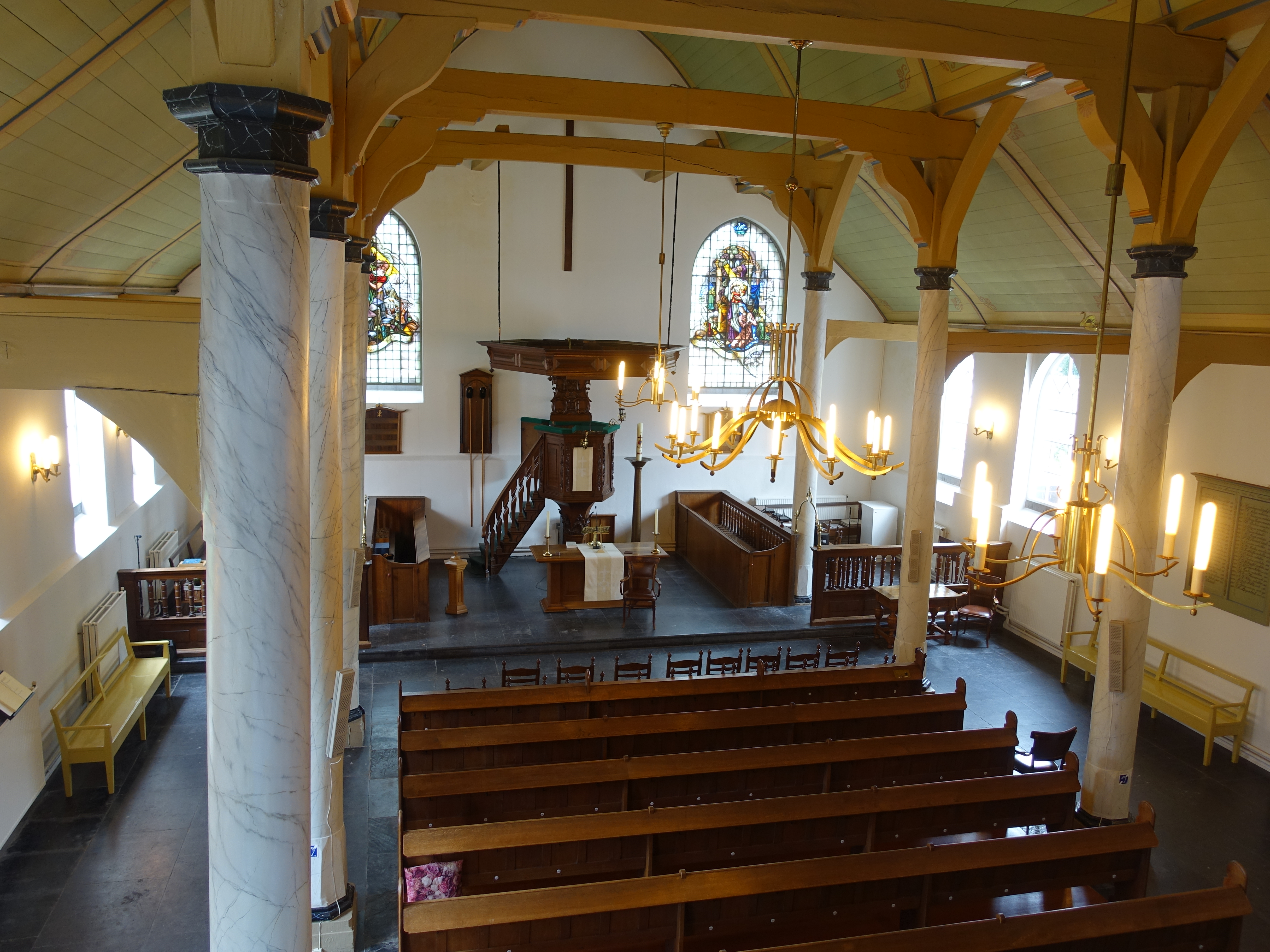
Interieur van de kerk met preekstoel in 2025

Van de buitenkant lijkt het gebouw meer op een woonhuis dan op een kerk. Dit was een van de voorwaarden voor de bouw in 1644. Achter op het dak bevindt zich de afbeelding van een zwaan, het symbool van de Lutherse kerk. Binnen bevinden zich het Bätz-orgel en gebrandschilderde ramen.